# نامو
نامو (انگلیسی: Nammo) شرکت هوافضا و صنایع جنگ‌افزاری نروژی است، که در سال ۱۹۹۸ تأسیس شد.